# Acranthera virescens
Acranthera virescens är en måreväxtart som först beskrevs av Henry Nicholas Ridley, och fick sitt nu gällande namn av Ined.. Acranthera virescens ingår i släktet Acranthera och familjen måreväxter. Inga underarter finns listade i Catalogue of Life.